# Riwochehäst
Riwochehäst, även Riwocheponny, är en liten hästras som lever halvvilt i Riwochedalen som ligger i det administrativa området Chamdo i Tibet. Ponnyerna har varit kända av lokala stammar i flera tusen år men den officiella upptäckten skedde först år 1995 av en europeisk expedition. Ponnyn som är väldigt liten är primitiv och har stora likheter med hästar som målats i grottor i området. De små ponnyerna används av lokala stammar som kallas Khamba och utnyttjas till packning, ridning och även för att få kött, mjölk och djurhudar.

## Historia
1995 anordnades en expedition till nordöstra Tibet av den franska antropologen Michel Peissel. De hade till uppdrag att utforska Riwochedalen i nordöstra Tibet för att studera de lokala stammarna av den välkända tibetanska ponnyn, samt Nangchenponnyerna som Peissel även hade upptäckts året innan. 
Av en ren slump upptäcktes de mindre hästarna som levde i Riwochedalen då expeditionen hade tvingats ändra sina planer på grund av dåligt väder. Istället tvingades expeditionen rida genom ett hittills outforskat område som kallades Pemba och på vägen tillbaka stötte de på de halvvilda hästarna i Riwochedalen. 
De små ponnyerna kallades Riwochehästar och jämfördes med grottmålningar i området som daterades till stenåldern. De små hästarna hade en slående likhet med dessa hästar. Michel Peissel menade att de små flockarna med Riwocheponnyer troligen har varit helt isolerade och därför aldrig korsats med andra hästar. Den lokala befolkningen, kallad Khamba eller Bon-Po, hade känt till dessa ponnyer i flera tusen år och använt dem för att få kött, mjölk och djurhudar till kläder. Den lokala befolkningen har även använt ponnyerna som packdjur och riddjur. 
Kinas ockupation av Tibet har dock gjort det svårt för expeditionen att få med sig någon av hästarna tillbaka till Europa för att studera dem mer ingående. Det finns enbart 20-25 ponnyer i dalen vilket även försvårar för expeditionen att få tillstånd att ta med sig en ponny därifrån. DNA-tester ska bland annat göras på hästarna för att spåra deras ursprung. Den största sannolikheten är att ponnyerna är en egen utvecklad grupp, och även om de har många likheter med den mongoliska vildhästen, Przewalski är dessa troligtvis inte ens släkt. Upptäckten av denna häst har även hjälpt forskarna i deras studier om hästens utveckling.

## Egenskaper
Riwocheponnyerna är små, cirka 120 cm i mankhöjd men de är förvånansvärt starka och robusta och används som både packdjur och till ridning av de lokala stammarna. Ponnyerna är domesticerade av lokalbefolkningen men släpps ut i dalen för att beta och lever halvvilt när de inte används. Ponnyerna har dock ett kort och ganska envist temperament och är inte speciellt lätthanterliga.
Riwocheponnyn har ett riktigt primitivt och uråldrigt utseende med stubbad man med grovt tagel. Nästan alla hästar är blacka och alltid med primitiva tecken som en mörkare ål längs ryggraden och zebratecken på bakbenen. Huvudet är platt och grovt med en trekantig panna, liten mule och små ögon.